# Ammotrypane galatheae
Ammotrypane galatheae är en ringmaskart som beskrevs av Kirkegaard 1956. Ammotrypane galatheae ingår i släktet Ammotrypane och familjen Opheliidae. Inga underarter finns listade i Catalogue of Life.